# Planet majmuna (2001.)
Planet majmuna (engl. Planet of the Apes) američki je znanstvenofantastični film iz 2001. godine koji je režirao Tim Burton, a u kojem su glavne uloge ostvarili Mark Wahlberg, Tim Roth, Helena Bonham Carter, Michael Clarke Duncan, Paul Giamatti i Estella Warren. Ovo je sveukupno šesti po redu producirani film u franšizi Planet majmuna, a djelomično je temeljen na istoimenom romanu iz 1963. godine autora Pierrea Boullea te na prvoj filmskoj verziji knjige iz 1968. godine. Radnja filma vrti se oko astronauta Lea Davidsona koji se sa svojom letjelicom ruši na planet kojeg nastanjuju inteligentni majmuni. Majmuni tretiraju ljude kao robove, ali uz pomoć majmunice Ari, Leo pokreće pobunu.
Rad na novoj filmskoj verziji Planeta majmuna (tzv. "remake") započeo je Adam Rifkin još 1988. godine. Njegov projekt gotovo je stigao do faze pretprodukcije, ali je ipak otkazan. U filmskoj verziji scenarija naziva Return of the Apes (u slobodnom prijevodu "Povratak majmuna") autora Terryja Hayesa trebao je glumiti Arnold Schwarzenegger pod redateljskom palicom Phillipa Noycea. Producenti filma trebali su biti Oliver Stone, Don Murphy i Jane Hamsher. Međutim, zbog kreativnih nesuglasica između Hayesa i kompanije 20th Century Fox projekt je otkazan. Kasnije su na istom projektu trebali raditi i redatelji poput Chrisa Columbusa, Sama Hamma, Jamesa Camerona, Petera Jacksona i braće Hughes, ali svi pregovori su propali.
Prema scenariju Williama Broylesa, Jr. posao redatelja u konačnici je dobio Tim Burton pa je film krenuo u produkciju. Lawrence Konner i Mark Rosenthal doradili su scenarij, a snimanje filma trajalo je od studenog 2000. do travnja 2001. godine. Film Planet majmuna dobio je pomiješane filmske kritike, ali je ostvario vrlo dobru zaradu na kinoblagajnama. Većina negativnih kritika odnosila se na zbunjujuću radnju i završetak premda je hvaljen rad s maskom Ricka Bakera. Unatoč financijskom uspjehu filma, kompanija 20th Century Fox odlučila je da neće snimiti nastavak, a kasnije je krenula u ponovno pokretanje cjelokupne franšize iz početka (tzv. "reboot") filmom Planet majmuna: Postanak iz 2011. godine.

## Radnja
Godine 2029. Leo Davidson (Mark Wahlberg) nalazi se na američkoj svemirskoj postaji Oberon na kojoj radi s primatima koji su trenirani za odlazak na misije u svemiru. Njegov omiljeni suradnik je čimpanza imena Periklo. Kako se elektromagnetska oluja rapidno približava stanici, ljudi lansiraju malu svemirsku letjelicu s Periklom koji bi trebao istražiti jačinu oluje. Međutim, njegova letjelica - nakon ulaska u oluju - nestane. Protiv direktne naredbe svog nadređenog, Leo s drugom letjelicom kreće pronaći Perikla i nakon što uđe u oluju gubi kontakt s postajom Oberon te se ruši na planet naziva Ashlar 5021. godine. Tamo otkriva da tim planetom vladaju čovjekoliki majmuni koji govore ljudskim jezikom i tretiraju ljude kao robove.
Leo uskoro upoznaje žensku čimpanzu Ari (Helena Bonham Carter) koja se protivi takvom tretmanu ljudi. Ari odluči kupiti Lea i žensku ropkinju Daenu (Estella Warren) koji će u kući njezinog oca senatora Sandara (David Warner) biti zaposleni kao posluga. Leo uspijeva pobjeći iz svog kaveza i oslobađa ostatak ljudi. Ari ih vidi, ali ju Leo nagovori da se pridruži ljudskom pokretu otpora protiv majmuna. General Thade (Tim Roth) i pukovnik Attar (Michael Clarke Duncan) započnu vojnu potjeru za bjeguncima. Leo uskoro otkriva Calimu (hram moćnog "Semosa"), zabranjeno, ali sveto, područje za majmune.
Za Calimu se uskoro ispostavlja da je zapravo ostatak uništene svemirske letjelice Oberon koja se srušila na planet i izgleda izrazito ostarjelo (ime Calima zapravo dolazi od punog natpisa CAution LIve aniMAls - u slobodnom prijevodu "upozorenje žive životinje" - od kojih su ostala vidljiva samo velika slova). Prema kompjuterskim zapisima stanica se na tom mjestu nalazi već nekoliko tisuća godina. Leo zaključuje da je nakon što je ušao u elektromagnetsku oluju prošao kroz crvotočinu i samim time kroz vrijeme, dok se letjelici Oberon (koja ga je otišla tražiti) to nije dogodilo te da se zato letjelica na planet srušila mnogo godina prije njega.
Dnevnici stanice Oberon također otkrivaju da su majmuni koji su se nalazili u njoj predvođeni Semosom organizirali pobunu i preuzeli kontrolu nad istom nakon njezinog rušenja. Ljudi i majmuni koji trenutno žive na planetu zapravo su potomci onih koji su se Oberonom srušili na planet. U sadašnjosti priprema se bitka između ljudi i majmuna. Međutim, bitku iznenada prekida pojavljivanje letjelice koja se spušta s neba, a koju Leo odmah prepozna kao onu kojom upravlja Periklo, čimpanza astronaut. Periklo je također prošao kroz vrijeme poput Lea i upravo je u tom trenutku našao put do planeta. Nakon njegovog slijetanja, majmuni interpretiraju njegovu pojavu kao povratak Semosa - prvog majmuna, kojeg smatraju Bogom. Odaju mu počast te neprijateljstvo između ljudi i majmuna automatski prestane.
Periklo nakon toga odlazi u Oberon, a Leo potrči za njim praćen generalom Thadeom. U letjelici se Thade i Leo bore, a kada Periklo pokuša pomoći Leu, Thade ga baca u zid. Thade uzima Leov pištolj, ali ne razumije na koji ga način treba koristiti. Vidjevši da se Thade nalazi u pilotskoj kabini, Leo zatvara automatska ulazna vrata stavljajući Thadea na taj način u stupicu koji neuspješno puca iz pištolja dok se meci odbijaju od ulaznih vrata. Thade na sve moguće načine pokuša izaći iz zatvorene pilotske kabine, ali u konačnici odustane. Leo odluči da je vrijeme da napusti planet majmuna i Perikla daje Ari koja mu obećava da će paziti na njega, a također se oprašta i od Daene. Nakon toga ukrcava se na neoštećenu Periklovu letjelicu i vraća kroz vrijeme uz pomoć elektromagnetske oluje. Uskoro se letjelicom ruši ispred Lincolnovog spomenika u Washingtonu na Zemlji. Međutim, kada podrobnije pogleda u spomenik shvaća da je on podignut generalu Thadeu. Nedugo potom okružuju ga policijske postrojbe, vatrogasci i reporteri za koje se ispostavlja da su svi majmuni.

## Glumačka postava
- Mark Wahlberg kao kapetan Leo Davidson Astronaut u američkoj svemirskoj postaji koji slučajno otvara portal u drugi svijet nastanjen čovjekolikim majmunima koji pričaju ljudskim jezikom te postaje njihov zarobljenik. Leo uskoro predvodi pobunu protiv majmuna. Wahlberg je odbio sudjelovanje na filmu Oceanovih 11 kako bi prihvatio ulogu u ovom filmu (kasnije je njegovu ulogu dobio Matt Damon).[2] Dok su drugi glumci kojima je ponuđena uloga Lea Davidsona rekli da žele vidjeti scenarij prije pristanka na ulogu,[3] Wahlberg je potpisao ugovor nakon petominutnog sastanka s redateljem Timom Burtonom.[4]
- Tim Roth kao general Thade Zlokobna čimpanza i vojni narednik koji želi kontrolu nad kompletnom civilizacijom majmuna. Thade se također želi oženiti s Ari, ali ona ga odbija. Roth je odbio ulogu Severusa Snapea u filmu Harry Potter i Kamen mudraca zbog nastupa u ovom filmu. Alan Rickman je u konačnici dobio ulogu Snapea.[5] Roth je sam prepravio neke scene kako bi svoj lik prikazao što zastrašujućim.[6]
- Helena Bonham Carter kao Ari Ženska čimpanza koja se protivi načinu na koji majmuni tretiraju ljude. Ona pomaže Leu u njegovom pokretu otpora, ali također razvija i određene ljubavne osjećaje prema njemu.
- Michael Clarke Duncan kao pukovnik Attar Gorila i vojni časnik te najbliži Thadeov suradnik i njegova desna ruka. Djimon Hounsou je odbio ulogu zbog obveze na filmu The Four Feathers.[7]
- Paul Giamatti kao Limbo Komični orangutan koji se bavi preprodajom robova. Limbo je uhvaćen u sukobu između ljudi i majmuna te jednostavno pokušava preživjeti. Giamatti je inspiraciju za svoj lik potražio u izvedbi istog lika glumca W. C. Fieldsa. Dok su mu stavljali masku, Giamatti je učestalo gledao epizode serije Ultraman te razne filmove japanske Godzille.[8]
- Estella Warren kao Daena Ropkinja koja, poput Ari, razvije romantične osjećaje prema Leu.
- Cary-Hiroyuki Tagawa kao general Krull Gorila i bivši vojni vođa čiju je karijeru uništio Thade. Krull postaje sluga senatoru Sandaru i pomaže ljudima u njihovoj pobuni protiv majmuna.
- Kris Kristofferson kao Karubi Daenin otac. Karubija ubija general Thade prilikom pokušaja bijega. Kristofferson je odmah pristao na ulogu uz izjavu: "Redatelj Tim Burton oduvijek je bio moj osobni junak. Imam osmero djece i svi smo gledali sve njegove filmove mnogo puta - od Pee-wee's Big Adventure do Sanjive doline".[9]

Manje uloge u filmu imaju David Warner (kao senator Sandar), Lisa Marie (kao Nova), Erick Avari (kao Tival), Luke Eberl (kao Birn), Evan Parke (kao Gunnar), Glenn Shadix (kao senator Nado), Freda Foh Shen (kao Bon) i Chris Ellis (kao general Karl Vasich).
U filmu se u cameo ulogama pojavljuju Charlton Heston kao Zaius, otac generala Thadea i Linda Harrison (kao žena u prikolici). Oboje su glumili u prva dva originalna filma franšize - Planet majmuna iz 1968. godine i Ispod planeta majmuna iz 1970. godine kao George Taylor i Nova.
- Jonah kao Periklo Čimpanza koju Leo trenira za upravljanje svemirskim letjelicama na američkoj svemirskoj postaji. Upravo on pokreće radnju nakon što se izgubi u elektromagnetskoj oluji. On se pojavljuje u samo nekoliko scena u kojima uglavnom glumi s Leom te u posljednjoj sceni s Ari.

## Razvoj projekta

### Kasne 80-e
Tadašnjem predsjedniku kompanije 20th Century Fox Craigu Baumgartenu jako se svidio rad Adama Rifkina na filmu Never on Tuesday. Godine 1988. Rifkin je pozvan u studio kako bi prezentirao ideje za buduće filmove. Kako je sam bio obožavatelj originalnog filma iz 1968. godine, Rifkin je smatrao da je najbolji potez nastavak serijala. "Budući da sada imam iskustvo snimanja nezavisnih filmova, obećao sam da mogu napisati i režirati veliki film za razumnu cijenu i budžet, nešto poput filma Aliens", izjavio je Rifkin. Fox je zamolio Rifkina da napiše scenarij za nastavak, "ali ne nastavak petog filma serijala, već alternativni nastavak prvog dijela". Inspiraciju je crpio iz filma Spartak, a priča se bazirala na "carstvu majmuna koji se nalaze u nečemu što se najsličnije može opisati kao Rimsko Carstvo. Potomak lika Charltona Hestona imena Duke u konačnici će pokrenuti pobunu ljudi robova protiv majmuna predvođenih zlokobnim generalom Izanom. Očekuje nas pravi spektakl mača i sandala, ali u majmunskom stilu. Nešto slično kao što je napravio film Gladijator samo bez majmunskih kostima."
Film je dobio ime Return to the Planet of the Apes (u slobodnom prijevodu: "Povratak na planet majmuna"), a sam projekt vrlo je brzo skoro došao do faze pretprodukcije. Rick Baker dobio je zadatak osmisliti maske, a Danny Elfman je trebao biti glavni skladatelj. U pregovorima za glavnu ulogu nalazili su se Tom Cruise i Charlie Sheen. Rifkin je u jednom intervjuu izjavio: "Ne mogu točno opisati riječima vlastitu euforiju prilikom pomisli da ću baš ja, Adam Rifkin, uskrsnuti serijal Planet majmuna. Sve se činilo predobrim da bi bilo istinito. Uskoro se takvim i pokazalo." Nekoliko dana prije nego što je službena faza pretprodukcije trebala započeti, u kompaniju Fox došli su novi izvršni direktori i vrlo brzo došlo je do kreativnih nesuglasica između njih i Rifkina. Rifkinu je naređeno da promijeni scenarij i to nekoliko puta. Uskoro se odustalo od cijelog projekta sve dok Peter Jackson i Fran Walsh nisu došli sa svojom idejom koja se bazirala na majmunima koji žive u doba renesanse. U toj priči, vlada majmuna postaje zabrinuta za nove umjetnine, ljudi kreću u pobunu, a liberalni majmuni skrivaju poluljude, polumajmune od gorila. Roddy McDowall bio je entuzijastičan u vezi njihovog prijedloga i pristao je glumiti lik nalik Leonardu da Vinciju kojeg su Jackson i Walsh napisali baš za njega. Međutim, izvršni direktor s kojim je Jackson razgovarao nije bio obožavatelj serijala i nije znao za McDowallovu zainteresiranost pa je Jackson svoju pozornost usmjerio na Nebeska stvorenja.

### Oliver Stone
Do 1993. godine kompanija Fox je zaposlila Dona Murphyja i Jane Hamsher kao producente. Novu verziju filma trebali su režirati Sam Raimi ili Oliver Stone, premda je Stone prvotno potpisao ugovor kao izvršni producent i ko-scenarist uz plaću od milijun dolara. Što se same priče novog filma tiče, Stone je u prosincu 1993. godine izjavio: "Priča sadržava otkriće kriogensko zamrznutog majmuna iz doba Veda (najstarijeg indijskog perioda) koji ima tajni numerički kod Biblije koja je predvidjela kraj svih civilizacija. Radnja se bavi bitkom prošlosti s budućnošću. Moj koncept je da postoji kod zapisan u Bibliji, a koji predviđa sve povijesne događaje. Majmuni su bili tu od početka i sve shvatili."
Stone je doveo Terryja Hayesa da napiše scenarij naziva Return of the Apes (u slobodnom prijevodu: "Povratak majmuna"). Radnjom smješten u bližoj budućnosti, film Return of the Apes vrtio bi se oko kuge zbog koje čovječanstvo izumire. Genetičar Will Robinson otkriva da je kuga zapravo genetička vremenska bomba koja je došla iz Kamenog doma. On se upušta u putovanje kroz vrijeme sa svojom trudnom kolegicom Billie Rae Diamond, a zajedno odlaze sve do Paleolitika gdje se tadašnji ljudi bore za budućnost planeta protiv izrazito razvijenih majmuna. Vođa majmuna je gorila imena Drak. Robinson i Billie Rae otkrivaju mladu djevojku imena Aiv (izgovara se Eva) koja predstavlja sljedeći korak evolucije. Također se otkriva da su majmuni kreirali virus kako bi uništili ljudsku rasu. Oni zaštićuju djevojku od virusa na taj način osigurajući opstanak ljudske vrste sljedećih 102 tisuće godina. Billie Rae također rađa dječaka imena Adam.
Tadašnji predsjednik kompanije 20th Century Fox Peter Chernin izjavio je da je Return of the Apes "jedan od najboljih scenarija koje sam pročitao u životu". Chernin se nadao da će Hayesov scenarij kreirati franšizu koja će uključivati buduće filmske nastavke, spin-off televizijsku seriju i promo materijale. U ožujku 1994. godine Arnold Schwarzenegger je potpisao ugovor da će glumiti Willa Robinsona uz klauzulu kojom je on bio taj koji će (između ostalih) odobriti redatelja projekta. Chuck Russell je razmatran kao potencijalni redatelj prije nego što je Phillip Noyce dobio posao u siječnju 1995. godine netom prije početka pretprodukcije i uz odobreni budžet od 100 milijuna dolara. Stone je prvo prišao Ricku Bakeru koji je radio masku na propalom remakeu Adama Rifkina, ali u konačnici je zaposlio Stana Winstona.
Čelnici kompanije Fox uskoro su postali frustrirani velikom razlikom između svoje i Hayesove interpretacije Stoneovih ideja, a producent Don Murphy je komentirao: "Hayes je napisao Terminatora, a Fox je želio Obitelj Flintstones". Jedan od izvršnih producenata u Foxu Dylan Sellers smatrao je da bi scenarij mogao biti poboljšan unošenjem komičnih elemenata: "Što kada bi se Robinson našao u zemlji majmuna u kojoj majmuni pokušavaju igrati bejzbol? Ali za potpunu igru nedostaje im neki element, poput hvatača ili nečeg sličnog." Nastavio je: "Robinsonu je jasno što im nedostaje i on im to pokaže pa svi zajedno započnu igrati bejzbol." Sellers je odbio bilo koju ideju koja nije sadržavala njegovu o bejzbolu, a kada je Hayes predao svoju sljedeću verziju scenarija (bez bejzbola) Sellers mu je dao otkaz. Nezadovoljan sa Sellersovom odlukom o otkazu Hayesa, redatelj Noyce je također napustio projekt u veljači 1995. godine i otišao raditi na filmu Svetac.

### Columbus i Cameron
Uskoro je Oliver Stone krenuo u realizaciju drugih projekata, Peter Chernin je zamijenjen Thomasom Rothmanom, a alkoholizirani Dylan Sellers je doživio prometnu nesreću u kojoj je usmrtio poslovnog kolegu i završio u zatvoru dok su producenti Don Murphy i Jane Hamsher isplaćeni. Murphy je u jednom intervjuu izjavio: "Nakon što su nas se riješili, u projekt su uveli Chrisa Columbusa. Nakon toga sam čuo da su radili testove s majmunima na skijama, ali to nije imalo pretjeranog smisla." Stan Winston je nastavio raditi na maskama za potencijalni film. Columbus je u projekt uveo Sama Hamma, svojeg ko-scenarista na nikad produciranom filmu Fantastična četvorka, a koji je trebao napisati scenarij nove verzije Planeta majmuna. "Pokušali smo napisati priču koja je istovremeno služila kao homage elementima koji su nam se sviđali iz prvih pet filmova, ali koja će sadržavati i mnogo materijala iz knjige koje raniji filmovi nisu uzimali u obzir", izjavio je Hamm. Također je nadodao: "Prva polovica scenarija nije imala gotovo nikakve sličnosti s knjigom, ali mnogo stvari u njegovoj drugoj polovici preuzete su direktno iz romana ili su njime inspirirani."
U Hammovom scenariju majmun astronaut s druge planete ruši se svojom letjelicom u njujoršku luku i tako ispušta virus zbog kojeg će čovječanstvo izumrijeti. Dr. Susan Landis koja radi u Centru za zarazne bolesti i Alexander Troy, znanstvenik iz Područja 51 pomoću svemirske letjelice kojom je majmun došao na Zemlju vraćaju se na planet s kojeg virus potječe u nadi da će pronaći lijek. Tamo pronalaze planet nastanjen do zuba naoružanim majmunima koji love ljude. Glavni negativac je Lord Zaius koji je za razliku od Dr. Zaiusa vrlo okrutan prema ljudima. Landis i Troy otkrivaju lijek i vraćaju se na Zemlju na kojoj otkrivaju da su je za vrijeme njihove 74-godišnje odsutnosti majmuni u potpunosti preuzeli: "Kip slobode pretvoren je u grotesknu figuru nasmiješenog majmuna".
Arnold Schwarzenegger ostao je uključen u projekt, ali čelnici Foxa nisu stopostotno vjerovali u Hammov scenarij. Kada je Columbus ispao iz igre krajem 1995. godine kako bi otišao raditi na filmu Luda božićna zvona, Fox je u siječnju 1996. godine mjesto redatelja ponudio Rolandu Emmerichu. Dok je snimao Titanic, James Cameron se također nalazio u pregovorima kao scenarist i redatelj projekta. Cameronova verzija uključivala je elemente iz originalnog filma te iz njegovog nastavka Ispod planete majmuna. Međutim, nakon što je film Titanic postao filmski fenomen, Cameron je otpao. Kada su saznali za njegovu raniju umiješanost u projekt, Chernin i Rothman su se našli na sastanku s Peterom Jacksonom kako bi im on ponovno predstavio svoju "renesansnu" ideju. Jackson je, međutim, odbio režirati film u koji su bili uključeni Schwarzenegger i Cameron kao producent, jer je smatrao da bi moglo doći do sukoba u vezi redateljskog pristupa. Ubrzo potom Schwarzenegger je napustio projekt kako bi snimio Brisača, a režija je ponuđena Michaelu Bayu koji je odbio projekt. Jacksonu je ponovno ponuđena režija filma 1998. godine u vrijeme dok je trilogija Gospodara prstenova postala upitna, ali ovaj više nije bio toliko entuzijastičan u vezi cijelog projekta pogotovo nakon smrti Roddyja McDowalla. Sredinom 1999. godine mjesto redatelja ponuđeno je braći Hughes koja su bila zainteresirana, ali oni su se u to vrijeme već obvezali na režiju filma Iz pakla.

### Pretprodukcija
Godine 1999. William Broyles, Jr. odbio je ponuđenu mogućnost da napiše scenarij, ali kasnije ju je ipak prihvatio: "Prihvatio sam nakon što sam saznao da ću imati gotovo potpunu kreativnu kontrolu". Kompanija 20th Century Fox predvidjela je početak kinodistribucije za srpanj 2001. godine, a Broyles im je poslao kostur priče i kroniku povijesti izmišljenog planeta "Aschlar". Naziva The Visitor (u slobodnom prijevodu: "Gost") i uz podnaslov "prva epizoda kronologije Aschlara", Broylesov scenarij je skrenuo pozornost redatelju Timu Burtonu koji je dobio posao redatelja u veljači 2000. godine. Burton je kasnije izjavio: "Nisam bio zainteresiran raditi remake ili nastavak originalnog filma iz 1968. godine. Ali bio sam zaintrigriran idejom ponovnog posjeta tom svijetu. Kao i na mnoge ljude i na mene je originalni film snažno utjecao. Želio sam ga 'ponovno izgraditi'". Richard D. Zanuck potpisao je ugovor kao producent projekta u ožujku iste godine i tom prilikom izjavio: "Ovo je za mene vrlo emotivan film budući sam upravo ja odobrio snimanje originalnog filma kao čelnik kompanije Fox 1967. godine".
Pod Burtonovom redateljskom palicom, Broyles je napisao još jednu verziju scenarija, ali je ta verzija podrazumijevala budžet od 200 milijuna dolara. Kompanija Fox željela ga je smanjiti na 100 milijuna. U kolovozu 2000. godine, dva mjeseca prije početka snimanja, kompanija Fox dovela je Lawrencea Konnera i Marka Rosenthala da preprave scenarij. Broyles je izjavio: "Izuzetno poštujem Konnera i Rosenthala. Smatram da su s obzirom na ono što sam ja do tada napisao i ono što je Burton želio njih dvojica napravila izvrstan posao do kraja." Jedna od ideja za završetak filma uključivala je rušenje Lea Davidsona s njegovom letjelicom na Yankee stadionu na kojem baš u tom trenutku majmuni igraju bejzbol. Razgovaralo se o različitim alternativnim završecima prije nego što su se svi zajedno odlučili za onaj koji je i snimljen. Produkcija na filmu Planet majmuna za Tima Burtona bila je izuzetno teška ponajviše zahvaljujući datumu početka kino distribucije (srpanj 2001. godine) na kojem je kompanija Fox inzistirala, a zbog čega je cijeli projekt - od faze pretprodukcije, preko montaže i specijalnih efekata - konstantno bio požurivan.
Konner i Rosenthal bavili su se prepravljanjem scenarija čak i u vrijeme dok se postavljao set. Ari, lik kojeg u filmu tumači Helena Bonham Carter, prvotno je trebala biti princeza, ali kasnije je njezin lik promijenjen u "senatorovu kćerku liberalnog mentaliteta". U jednoj od verzija scenarija, general Thade (kojeg u filmu tumači Tim Roth) bio je albino gorila, ali Burton je osjećao da su čimpanze više zastrašujuće. Limbo (lik kojeg u filmu tumači Paul Giamatti) "trebao se do kraja pretvoriti u dobrog dečka. Postojala je ta dirljiva transformacija koja je bila unesena u scenarij", u jednom intervjuuu prisjetio se Giamatti i nadodao: "Ali Tim Burton i ja složili smo se da bi to bilo loše pa smo odlučili da Limbo ostane idiot do kraja."

### Snimanje
Tim Burton želio je započeti snimanje filma u listopadu 2000. godine, ali je početak odgođen za 6. studenog, a završeno je u travnju 2001. godine. Snimanje filma Planet majmuna započelo je na jezeru Powell gdje su također snimani i dijelovi originalnog filma. Zbog lokalne suše, produkcijska ekipa morala je donositi vodu na set. Velika većina filma snimljena je u studijima Sony Picturesa u Culver Cityju (Kalifornija) dok su se određeni dijelovi snimali na Havajima i u Trona Pinnacles u Ridgecrestu. Kako bi se očuvala tajnost priče, scenarij prema kojem se snimao film nije sadržavao kraj. Stan Winston je bio originalni dizajner maski, ali je otišao iz projekta zbog kreativnih nesuglasica. Kompanija Fox razmatrala je mogućnost korištenja kompjuterski-generirane tehnologije kako bi kreirali majmune, ali je redatelj Burton inzistirao na korištenju prostetičke šminke koju je kreirao Rick Baker. Baker je već ranije bio uključen u projekt za vrijeme nikad produciranog remakea Adama Rifkina. Burton je komentirao: "Imam odličan odnos s obojicom - i Winstonom i Bakerom - i odluka o tome s kim ću raditi bila je teška. Stan je radio na Edwardu Škarorukom, a Baker je radio masku Martina Landaua u filmu Ed Wood".
Nakon što je dobio posao Baker je izjavio: "Radio sam masku na verziji King Konga iz 1976. godine Dine De Laurentiisa i oduvijek sam njome bio malo razočaran budući je nisam mogao napraviti realistično kako sam htio. Vjerujem da su majmuni dobar način da se pokušam iskupiti za to." Uz King Konga Baker je radio i na nekim drugim filmovima koji su uključivali maske majmuna poput Greystoke: Legenda o Tarzanu, Lord of the Apes, Gorile u magli i Moćni Joe Young iz 1998. godine. Stavljanje šminke trajalo je četiri i pol sata, a njezino skidanje sat i pol. Burton je to objasnio: "To je kao da idete zubaru u dva ujutro i da vas ljudi satima buše. I nakon toga nosite kostim majmuna do devet sati navečer." Burton je bio odriješit u inzistiranju da majmuni "više liče na životinje; da lete kroz drveće, penju se na zidove, skaču kroz prozore i rade ostala majmunska sranja kad su ljutiti". Otprilike mjesec i pol dana prije početka snimanja, glumci koji su tumačili likove majmuna u filmu pohađali su "majmunsku školu". Kompanije Industrial Light & Magic i Animal Logic te studio Rhythm and Hues bili su zaduženi za sekvence sa specijalnim efektima. Rick Heinrich bio je glavni producent, a Colleen Atwood je bila zadužena za kostimografiju.
Za glavnog skladatelja Tim Burton je izabrao svog regularnog suradnika Dannyja Elfmana. Elfman je još ranije bio uključen u projekt za vrijeme nikad producirane verzije remakea Adama Rifkina 1989. godine. Elfman je izjavio da njegov rad na filmu Planet majmuna sadržava puno više udaračkih intstrumenata nego što je to uobičajeno za njegov opus.

## Priznanja

### Zarada na kinoblagajnama
Kako bi se poboljšalo reklamiranje filma, kompanija Fox kreirala je internetsku marketinšku kampanju koja se sastojala od povezivanja ljudi diljem svijeta u traženju skrivenih poruka na raznim internetskim stranicama uz pomoć GPS-a. Tvrtka Hasbro kreirala je liniju igračaka, a izdavačka kuća Dark Horse Comics izdala je adaptaciju filma u stripu. Originalni planirani datum početka kinodistribucije bio je 4. srpnja 2001. godine. Film Planet majmuna u službenu kinodistribuciju krenuo je 27. srpnja 2001. godine u 3.500 kino dvorane diljem Sjeverne Amerike, a u prvom vikendu prikazivanja zaradio je 68.532,960 dolara. Time je zasjeo na drugo mjesto najboljih kino otvaranja 2001. godine, odmah iza filma Harry Potter i Kamen mudraca. U konačnici je film u Sjevernoj Americi zaradio 180.011,740 dilara dok je u ostatku svijeta utržio dodatnih 182.200,000 dolara čime njegova sveukupna kinozarada do danas iznosi 362.211,740 dolara. Planet majmuna našao se na desetom mjestu najgledanijih filmova u Sjevernoj Americi 2001. godine te na devetom mjestu kada je ostatak svijeta u pitanju.

### Kritike
Film Planet majmuna primio je pomiješane kritike. Na popularnoj internetskoj stranici Rotten Tomatoes koja se bavi prikupljanjem filmskih kritika, Planet majumna ima 45% pozitivnih ocjena temeljenih na 156 kritika uz zajednički konsenzus: "Ovaj remake originalnog filma prema mišljenju nekih kritičara apsolutno je neusporediv s originalom, ali odličan vizualni izgled i šarm B-filma mogao bi vas osvojiti". Na drugoj internetskoj stranici koja se također bavi prikupljanjem filmskih kritika (Metacritic) prosječna ocjena filma je 50/100 temeljena na 34 pristigle kritike. Ugledni kritičar Roger Ebert iz Chicago Sun-Timesa dao je filmu dvije i pol zvjezdice; hvalio je neočekivani obrat na kraju filma, ali osjećao je da filmu nedostaje čvrste strukture u samoj priči. "Film izgleda sjajno. Maska Ricka Bakera je uvjerljiva čak i u najekstremnijim krupnim kadrovima, a njegovi majmuni odišu osobnošću i prisutnošću. Scenografija i lokacije daju nam pravi izvanzemaljski izgled", između ostalog napisao je Ebert. "Tim Burton napravio je film koji je dostojan originala, ali dostojan i samoga sebe - međutim to ipak nije dovoljno. Za deset godina ljudi će i dalje radije gledati verziju iz 1968. godine nego ovu." Peter Travers iz Rolling Stonea napisao je negativnu kritiku o filmu. "Nazovite to razočarenjem, kojem dodatno pridonosi loš scenarij. Da citiram Hestona u oba filma: Prokleti bili! Prokleti bili svi!".
Kenneth Turan iz Los Angeles Timesa napisao je da su "glumci koji tumače uloge majmuna previše zakopani u maske kako bi njihova gluma došla do izražaja. Nažalost, sve ono dobro u filmu zasjenjuje puno toga lošeg". Također je nadodao: "Planet majmuna pokazuje da preozbiljno shvaćanje materijala može biti jednako loše kao i njegovo olakotno shvaćanje". Elvis Mitchell iz New York Timesa napisao je nešto bolju kritiku uz isticanje dobro balansiranog scenarija te činjenice da film služi onome za što je zapravo namijenjen - "čistoj zabavi". Susan Wloszczyna iz USA Today uživala je u filmu, a najviše je hvalila rad na maski Ricka Bakera.
Najviše negativnih kritika odnosilo se na dvosmisleni kraj filma. Tim Roth koji je tumačio ulogu generala Thadea je izjavio: "Ne mogu objasniti taj kraj. Gledao sam ga već dva puta i ne razumijem ništa." Helena Bonham Carter, koja je u filmu tumačila ulogu Ari, izjavila je: "Mislim da takav kraj donekle i ima smisla. Ne razumijem zašto su svi bili toliko zbunjeni. Cijela stvar je u putovanju kroz vrijeme. Leo se vratio natrag i shvatio da ga je Thade preduhitrio." Premda je kraj bio dvosmislen bio je bliži kraju knjige autora Pierrea Boullea nego što je to kraj prvog filma iz 1968. godine s Charltonom Hestonom. U prvom od dva neočekivana obrata na kraju u knjizi Pierrea Boullea, astronaut se vraća na planet Zemlju gdje ga pozdravlja gorila u džipu. Burton je objasnio da kraj njegovog filma ionako nije trebao imati pretjeranog smisla, već da je više trebao poslužiti kao uvod u eventualni filmski nastavak. "Ovdje se radi o sasvim razumljivom cliffhangeru kojeg su kompanija Fox ili neki drugi redatelj mogli bez problema upotrijebiti za drugi dio", objasnio je Burton.
Film Planet majmuna nominiran je u dvije kategorije za prestižnu britansku nagradu BAFTA - za najbolju masku (Rick Baker) i za najbolju kostimografiju. Film je također dobio četiri nominacije za nagradu Saturn u kategorijama najboljeg sporednog glumca (Roth), sporedne glumice (Bonham Carter), kostimografije (Colleen Atwood) i maske (Baker). Glavni skladatelj Danny Elfman nominiran je za rad na ovom filmu za nagradu Grammy. Na 22. dodjeli nagrade Zlatna malina film Planet majmuna "osvojio" je nagradu za najgori remake, a Heston i Estella Warren "pobijedili" su u svojim kategorijama za najgoreg sporednog glumca odnosno najgoru sporednu glumicu.

### Naslijeđe
Iz kompanije 20th Century Fox najavljeno je da će se u slučaju financijskog uspjeha filma Planet majmuna snimiti nastavak. Međutim, iako je film ostvario vrlo dobar box-office rezultat, nastavak se ipak nije snimio. Na upit bi li bio zainteresiran raditi na njegovom nastavku, redatelj Tim Burton je odgovorio: "Radije bih skočio kroz prozor". Glumci Mark Wahlberg i Helena Bonham Carter vratili bi se u nastavku pod uvjetom da ga režira Tim Burton. Paul Giamatti je također bio zainteresiran za repriziranje svoje uloge: "Mislim da je super ideja da majmuni voze automobile, puše cigarete", izjavio je Giamatti. Također je nadodao: "Bilo bi super nositi naočale, sjediti u sobi i slično". Film Planet majmuna bio je posljednji na kojem je Burton radio sa svojom bivšom zaručnicom Lisom Marie. Nakon što je njihova veza pukla, Burton je započeo ljubavnu vezu s glumicom Helenom Bonham Carter koja u filmu tumači lik Ari. Film Planet majmuna također je označio i prvu suradnju Burtona s producentom Richardom D. Zanuckom.
Kompanija 20th Century Fox ponovno je pokrenula filmsku franšizu Planet majmuna 2011. godine filmom Planet majmuna: Postanak. Film je postao box-office hit i pokrenuo je još dva nastavka.

## Videoigra
Godine 1998., nakon što je kompanija 20th Century Fox odobrila remake originalnog filma pod redateljskom palicom Jamesa Camerona, odjel za videoigre kompanije - Fox Interactive - započeo je s planiranjem razvoja videoigre koja bi popratila kinodistribuciju filma. Iako je filmski projekt stavljen na čekanje nakon što je Cameron odustao od režije, kompanija Fox Interactive ostala je uvjerena da će film biti snimljen prije ili kasnije pa je nastavila s razvoje igre. Fox je sklopio ugovor s francuskom kompanijom Visiware za razvoj igre; uz film na čekanju, kreatori igre su razvili vlastitu priču temeljenu na Boulleovom romanu i originalnim filmovima. Igra je akcijska avantura u kojoj igrač upravlja astronautom Ulyssesom nakon što se ovaj sruši na planet majmuna. Igra je napravljena za PC i PlayStation.
Zbog konstantnog odugovlačenja filmskog projekta, igra je stalno odgađana. Zbog dugotrajnog procesa njezinog kreiranja, igra nije bila spremna na vrijeme kako bi popratila početak kinodistribucije filma pa je PC verzija puštena u prodaju tek 20. rujna 2001. godine, a PlayStation verzija 22. kolovoza 2002. godine. Igra je dobila uglavnom negativne kritike.
Uz to, tvrtka Ubisoft i kreator Torus Games producirali su nešto drugačiju igru "Planet majmuna" za Game Boy Advance i Game Boy Color. Radi se o igri koja prati radnju prva dva filma, a u kojoj igrač upravlja astronautom Benom na planetu majmuna. Verzije igre za Game Boy dobile su osrednje kritike.

## Vanjske poveznice
- Planet majmuna u internetskoj bazi filmova IMDb-a
- Planet majmuna na Box Office Mojo
- Planet majmuna na Rotten Tomatoes
- Mark Wahlberg objašnjava zašto je njegov reboot Planeta majmuna propao